# شجاع‌الدین شفا
شجاع‌الدّین شفا (زادهٔ ۱۳ آذر ۱۲۹۷ – درگذشتهٔ ۲۷ فروردین ۱۳۸۹)، ادیب، نویسنده، پژوهشگر و مترجم ایرانی بود.

## زندگی
شجاع‌الدین شفا در قم در خانواده‌ای پزشک متولد شد. او تحصیلات خود را تا پایان دبیرستان در قم به انجام رساند؛ همچنین در طول اقامتش در قم چند سال به تحصیلات حوزوی پرداخت و برای تحصیلات دانشگاهی نیز به تهران رفت و پس از فارغ‌التحصیل شدن در رشته ادبیات فارسی، تحصیلاتش را در بیروت و فرانسه هم ادامه داد.

## فعالیت‌های فرهنگی
در طول دوران فعالیت فرهنگی شجاع الدین شفا، وی، کارهای بسیاری در زمینه تاریخ و ادبیات ایران انجام داد. او در معرفی ادبیات جهان به فارسی زبانان و فرهنگ ایرانی به جهانیان، فعالیت مؤثری داشته‌است. پس از آغاز جنگ جهانی دوم و اشغال فرانسه و سپس ایران، به کشورش بازگشت و به عنوان مترجم در رادیو استخدام شد، هم‌زمان فعالیت سیاسی را نیز آغاز کرد و از بنیان‌گذاران حزبی شد به نام «میهن‌پرستان»، با روزنامه‌ای به همین نام که سرمقاله‌هایش را شجاع‌الدین شفا می‌نوشت. تا سال ۱۳۵۷، حدود شصت عنوان ترجمه و تألیف از شجاع‌الدین شفا به چاپ رسید. وی مترجم کتاب سه جلدی کمدی الهی شاهکار ادبیات ایتالیایی، اثر دانته آلیگیری به زبان فارسی است. همچنین آثاری از گوته (دیوان شرقی و غربی) و آندره ژید و شاعران رمانتیک فرانسه مانند لامارتین و شاتوبریان را نیز به فارسی درآورده‌است.
شفا در سال ۱۳۵۲ مأمور ساخت «کتابخانه ملی پهلوی» در قلب تهران شد. بنا بود این کتابخانه در طی ۱۰ سال به بهره‌برداری برسد و از همان ابتدا ۶۰۰ هزار عنوان کتاب و بیش از ۲۵ هزار عنوان نشریه را در خود جای دهد. سمینارها و جلسه‌های متعددی برای طرح‌ریزی کتابخانه برگزار شد؛ مشاوران فراوانی از سراسر جهان برای کتابخانه استخدام شدند؛ مسابقه‌ای جهانی برای انتخاب معمار کتابخانه برپا شد که بیش از ۳ هزار شرکت‌کننده داشت و یک شرکت آلمانی در آن برنده شد؛ اما کلنگ کتابخانه هیچگاه به زمین زده نشد.
وی پیش از انقلاب ۱۳۵۷، عهده‌دار سمت‌های مختلف فرهنگی، از جمله، دبیرکل «شورای فرهنگی سلطنتی» بود و نیز ریاست کتابخانه ملی پهلوی را بر عهده داشت که قرار بود پس از کتابخانه مجلس شورای ملی، بزرگ‌ترین کتابخانه کشور باشد.
وی دارای درجهٔ دکتری در رشته ادبیات تطبیقی از فرانسه بود و پس از انقلاب ۱۳۵۷ تا آخر عمر در فرانسه زندگی کرد. این نویسندهٔ ایرانی در روز ۲۷ فروردین ۱۳۸۹ خورشیدی درگذشت.

## فعالیت‌های سیاسی
شفا به‌جز مدت کوتاهی فعالیت سیاسی، بیشتر عمر خود را صرف فعالیت‌های فرهنگی نمود. وی مدتی رایزن فرهنگی محمدرضا پهلوی بود و برخی نطق‌های او را تهیه می‌کرد که مشهورترین آن‌ها جمله «کورش، آسوده بخواب که ما بیداریم…» است. ایده برگزاری جشن‌های ۲۵۰۰ ساله شاهنشاهی ایران او نقش مهمی در سیاست‌گذاری‌های فرهنگی شاه ایفا کرد، به ویژه در سیاست‌های ملی‌گرایانه شاهنشاهی و اندیشه بزرگداشت و احیای «عظمت» ایران باستان و نکوهش آثار فرهنگ اسلامی و حملهٔ اعراب به ایران. شجاع‌الدین شفا نویسنده سخنرانی‌های مهم شاه شد. واپسین سال‌های خدمت شجاع‌الدین شفا به دربار شاهنشاهی، متمرکز بر برپایی کتابخانه‌ای عظیم شد که به دستور محمدرضا شاه بنا بود ایران را به کتاب‌خانه‌های مهم جهان پیوند دهد و الگویی برای دیگر کشورها شود. همچنین بعضی از منابع از دست داشتن او در نگارش کتاب به سوی تمدن بزرگ حکایت دارند.
ایدهٔ تغییر تقویم ایران از هجری خورشیدی به تقویم شاهنشاهی، به شجاع‌الدین شفا نسبت داده می‌شود.

## سمت‌های اداری
- معاون فرهنگی دربار شاهنشاهی
- سفیر بین‌المللی ایران در امور فرهنگی
- رئیس کتاب‌خانه ملی پهلوی
- دبیرکل شورای فرهنگی سلطنتی
- دبیرکل انجمن بین‌المللی ایران شناسان

## سمت‌های افتخاری
- دکترای افتخاری ادبیات دانشکده رم
- دکترای افتخاری تاریخ دانشگاه مسکو
- عضو وابسته آکادمی سلطنتی تاریخ اسپانیا
- عضو وابسته آکادمی هامر پورگشتال اتریش

## جوایز
- جایزه بین‌المللی سال ۱۹۷۱ فلورانس
- جایزه سلطنتی بهترین کتاب سال‌های ۱۳۳۲ و ۱۳۴۸

## دیدگاه‌های برخی دربارهٔ شفا
- احمد اشرف از نویسندگان ایرانیکا و استاد ایران‌شناسی دانشگاه کلمبیا اظهارات شفا در مورد ارتباط روحانیون شیعه و قدرت‌های بزرگ را تئوری توطئه و متاثر از کتاب پاسخ به تاریخ محمدرضا پهلوی می‌خواند.[۶]
- عباس میلانی با اشاره به دورهٔ دوم زندگی شفا (پیش از مهاجرت از ایران) در مورد شفا چنین نظر می‌دهد که «قضاوت تاریخ با قضاوت‌های سیاسی یا ایدئولوژیک متفاوت است. تاریخ بر اساس وزن و ارزش فکری و تحقیقی یک محقق قضاوت می‌کند. نه الزاماً وابستگی‌های سیاسی یا تهمت‌ها یا حملاتی که دوستان یا دشمنانش کرده‌اند.» از دیدگاه میلانی در قضاوت تاریخ در مورد شفا معاون وزیر دربار بودن شجاع‌الدین شفا در ارزیابی کارهای فرهنگی او یک زیرنویس جزئی خواهد بود. او کتاب‌های شفا پس از مهاجرت که در نقد ادیان ابراهیمی نوشته شده را دارای رنگ سیاسی و جدل ایدئولوژیک می‌داند. با این حال تحقیق شفا در مورد «ایرانیان در اسپانیا» را که در همین دوران نوشته بود خواندنی وصف می‌کند.[۷]
- هوشنگ شهابی، استاد دانشگاه بوستون، در فصلی با عنوان «هذیان‌گویی در تاریخ‌نویسی ایرانی» از شجاع‌الدین شفا چنین یاد می‌کند:

شجاع‌الدین شفا، وزیر فرهنگ جمشید اعلمجمشید اعلم تئوری توطئه‌های استادانه‌ای به محوریت علمای شیعه در زمان تبعید بافته‌است. در کتابی که توسط سلطنت‌طلبان مهاجر به وفور خوانده می‌شود از کلینی تا خمینی شفا ظهور علمای شیعه در قرن دهم را بزرگ‌ترین توطئه در تاریخ ایران و احتمالاً قدیمی‌ترین توطئه در جهان می‌داند.
- ابراهیم گلستان در مصاحبه‌ای که در سال ۱۳۸۹ با رادیو دویچه وله انجام داده‌است دربارهٔ شفا چنین می‌گوید:

«قصهٔ اولی را که از همینگوی به زبان فارسی خواندم، آقای خیلی محترمی که پدر مملکت را هم درآورد، ترجمه کرده بود. اما اصلاً همینگوی نبود. قصه را به صورت یک قصه‌ای که هست تعریف می‌کنند و نه به عنوان بنایی جلوی خواننده. این رفت آن‌جا و این‌طور گفت و چه کار کرد و… بعد هم یا مرد یا عروسی کرد یا دررفت… اما در قصه این مطرح نیست. آنچه مطرح است، این است که همین چرت‌وپرت را چگونه می‌گویند که درست دربیاید. اما این آقا قصهٔ همینگوی، آن هم چه قصه‌ای: «برف‌های کلیمانجارو» را طوری ترجمه کرده بود که اگر همینگوی آن را خوانده بود، خیلی زودتر خودش را می‌کشت.»
او در مصاحبه‌ای که در سال ۱۳۹۴ با بی‌بی‌سی انجام داده‌است دربارهٔ شفا چنین می‌گوید:
«گفتار «مارلیک» در ترجمه ایتالیائی اش را آقای کاروزو که آن روزها مشاور فرهنگی سفارت ایتالیا در تهران بود و خود و خانمش «کمدی الهی دانته» را برای شجاع الدین شفا ترجمه می‌کردند و دیکته می‌کردند و آقای شفا آن را به اسم خودش که ادعا کرد از ایتالیایی شخصاً ترجمه کرده درآورد.
شما ترجمه‌های شفا چه «نغمه‌های شاعرانه لامارتین» و چه «برف‌های کلیمانجارو» ی همینگوی را بخوانید و از عمق بی‌اطلاعی و جرئت این مشاور مطبوعاتی شاه سابق شاخ دربیاورید. این جور آدم‌ها کم نبودند که کاش در برابرشان آدم‌هایی بودند که شعور و رسم شرافت ادبی را در ایران این جور خراب نمی‌کردند.»

- علی دشتی در نامه‌ای به محمدرضا شاه در اعتراض به جشن بزرگداشت ۲۵ سال نویسندگی شجاع الدین شفا می‌نویسد:[۱۱]

«ایشان هرگز اثری نیافریده و از خود چیزی بیرون نداده، مخصوصاً در شناساندن فرهنگ ایران به دنیای خارج کاری نکرده‌اند، تا شورای فرهنگی سلطنتی بخواهد از وی تجلیل کند.»
دشتی در این نامه مقام شفا را در حد یک مترجم می‌خواند.

## آثار
بیشتر آثار انتشار یافتهٔ شجاع‌الدین شفا در سه دهه آخر زندگی‌اش، رو به سوی تاریخ اسلام و در نقد ادیان ابراهیمی، از جمله، اسلام است.
عرفان کسرایی می‌نویسد که آثار شجاع الدین شفا و احمد کسروی و علی دشتی هنوز در بازار دست‌فروشی‌ها و به عنوان کتب ممنوعه در ایران خرید و فروش می‌شوند.

### نوشتارها
1. فرهنگنامهٔ جهان ایران‌شناسی (فرهنگ‌نامهٔ ۲۱ جلدی دربارهٔ ایران)؛[۱۴]
2. دائرةالمعارف روابط فرهنگی ایران با کشورهای جهان از آغاز تا امروز؛
3. ایران در چهارراه سرنوشت
4. در پیکار اهریمن
5. جنایت و مکافات (نخستین انقلاب سیاه تاریخ جهان)
6. پس از ۱۴۰۰ سال (دربارهٔ تاریخ هزار و چهار صد سالهٔ ایران پس از اسلام)
7. تولدی دیگر (ایران کهن در هزاره‌ای نو)
8. پاسخ به پنج نقد به تولدی دیگر
9. توضیح المسائل؛ از کلینی تا خمینی (پاسخ‌هایی به پرسش‌های هزار ساله)
10. سی گفتار
11. معمای ادیان
12. ایران و اسپانیا
13. فروغ‌هایی در تاریکی (برگزیده‌ای از مجموعه آثار)
14. حقوق بشر، قانون بیضه و بمب اتمی (آخرین کتاب وی که در سال ۲۰۰۷ منتشر شد).

### ترجمه‌ها
1. «کمدی الهی» دانته در سه جلد با عنوان «دوزخ، برزخ و بهشت»
2. «بهشت گمشده» میلتون
3. «دیوان شرقی» گوته
4. «نغمه‌های شاعرانه» لامارتین
5. «آندره ژید»
6. «بایرون، بهترین اشعار»
7. «جنایت و مکافات» داستایوسکی
8. «افسانه‌های راز و خیال» ادگار آلن پو
9. «پل سن لویی» تورنتن وایلدر
10. «آندروماک» ژان راسین
11. «برف‌های کلیمانجارو» ارنست همینگوی
12. «کاندیدا» جرج برناردشاو
13. «جنایت و مکافات»
14. «بریتانیکوس» ژان راسین
15. «داستان یک مومیائی» تئوفیل گوتیه
16. «کتاب آوازها» هاینریش هاینه
17. کتاب سفرنامه پیترو دلاواله
18. «رنه» شاتوبریان

### موارد دیگر
1. افسانه آفرینش، صادق هدایت، پیش‌نوشتار: شجاع‌الدین شفا.